# Distretto di Cuñumbuqui
Il distretto di Cuñumbuqui è uno degli undici distretti  della provincia di Lamas, in Perù. Si trova nella regione di San Martín e si estende su una superficie di 191,46 chilometri quadrati.

Istituito il 16 ottobre 1933, ha per capitale la città di Cuñumbuqui; al censimento 2005 contava 3.828 abitanti.